# Troy Parrott
Troy Daniel Parrott (* 4. Februar 2002 in Dublin) ist ein irischer Fußballspieler. Der Stürmer spielt bei AZ Alkmaar und ist A-Nationalspieler.

## Karriere

### Vereine
Parrott wechselte 2017 vom Belvedere FC zu Tottenham Hotspur. Zur Spielzeit 2018/19 rückte er zur U23-Mannschaft auf und spielte für diese in der Saison zehnmal in der U23 Premier League. Für die erste Mannschaft debütierte Parrott Ende September 2019 im League-Cup-Spiel gegen Colchester United. Anfang Dezember 2019 kam er unter dem neuen Cheftrainer José Mourinho erstmals in der Premier League zum Einsatz.
Die Saison 2020/21 verbrachte Parrott auf Leihbasis zunächst beim Zweitligisten FC Millwall sowie ab Februar 2021 beim Drittligisten Ipswich Town. Es folgte erneut ein Leihengagement in der Saison 2021/22 für Milton Keynes Dons (ebenfalls in der dritten Liga). Für den Drittligisten erzielte Parrott acht Treffer in der EFL League One 2021/22 und zog mit seiner Mannschaft als Tabellendritter in die Aufstiegs-Play-offs ein. Dort scheiterte der Verein im Halbfinale an den Wycombe Wanderers. Ende Juli 2022 wurde der 20-Jährige für die EFL Championship 2022/23 an den Zweitligisten Preston North End ausgeliehen. Die Saison 2023/24 spielte er leihweise bei Excelsior Rotterdam.
Im Sommer 2024 wurde er fest von AZ Alkmaar verpflichtet. In der anschließenden Spielzeit 2024/25 wurde er dort mit 14 Toren in 28 Ligaspielen der beste Torschütze seiner Mannschaft. Mit dem Team zog er zudem ins Pokalfinale ein, wo man jedoch den Go Ahead Eagles Deventer unterlag.

### Nationalmannschaft
Parrott kommt seit der U17 für irische Jugendnationalmannschaften zum Einsatz. Im Mai 2018 spielte er mit der Auswahl bei der U17-Europameisterschaft in England und erreichte mit seinem Team das Viertelfinale. Im Turnier kam Parrott in allen vier Spielen seiner Mannschaft zum Einsatz und erzielte drei Tore. Für die U19-Auswahl lief er im Kalenderjahr 2018 viermal auf und traf dabei viermal. Seine ersten Einsätze für die U21 hatte Parrott im September 2019. Am 14. November 2019 debütierte er beim 3:1-Sieg im Freundschaftsspiel gegen Neuseeland in der A-Nationalmannschaft.